# Madagaskarbulbyl
Madagaskarbulbyl (Hypsipetes madagascariensis) är en fågel i familjen bulbyler inom ordningen tättingar.

## Utseende och läte
Madagaskarbulbylen är en medelstor grå fågel med svart hjässa och morotsgul näbb. Den liknar ytligt madagaskargråfågeln, men denna har mörk näbb och svart huva snarare än hjässa. Grå undersida skiljer fågeln från alla vangor. Arten är ljudlig med gnälliga läten och en lång, skallrig sång. 

## Utbredning och systematik
Madagaskarbulbyl delas in i tre underarter med följande utbredning:
- H. m. madagascariensis – Madagaskar
- H. m. grotei – Îles Glorieuses i Indiska oceanen mellan Aldabra och Madagaskar
- H. m. rostratus – Aldabra

Vissa inkluderar grotei i nominatformen.

## Levnadssätt
Madagaskarbulbylen är en vanlig fågel i nästan alla miljöer med trädinslag, som skog, buskmarker, byar och plantage. Den ses ofta i grupper, ibland som en del av artblandade födosökande flockar.

## Status
Arten har ett stort utbredningsområde och beståndet anses stabilt. Internationella naturvårdsunionen IUCN listar den därför som livskraftig (LC).